# Tüskehúzó fiú

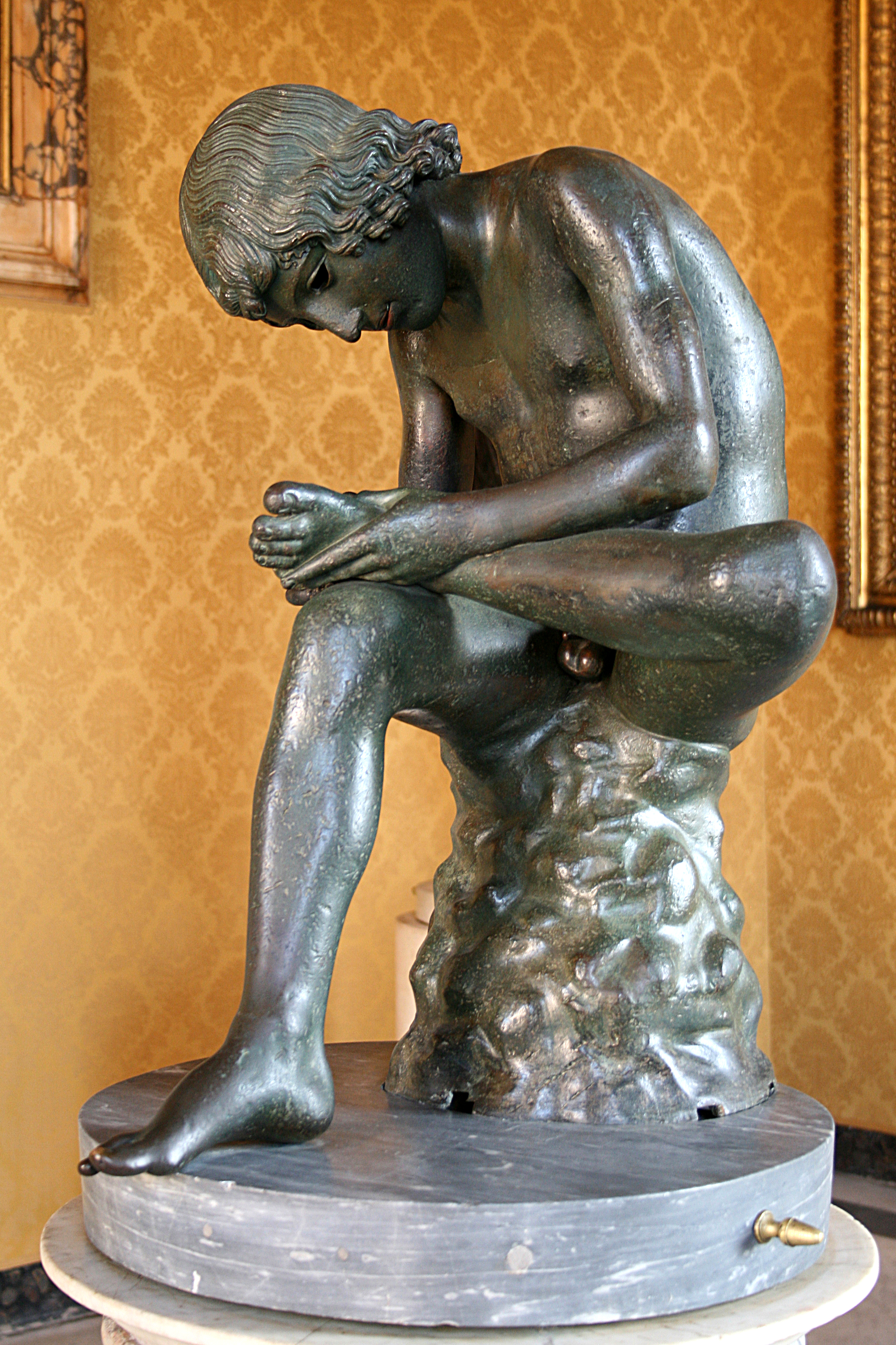
A Tüskehúzó fiú

A Tüskehúzó fiú, vagy másképpen Tövishúzó fiú, Il Fedele (Fedelino) vagy Spinario egy i. e. 1. századi görög–római eklektikus stílusú bronzszobor. Ma ismert formájában két részből tevődik össze: a talpából egy tüskét kihúzó pásztorfiú alakja a hellenisztikus szobortípusra jellemző, amelyet az i. e. 5. századból származó, úgynevezett „szigorú stílussal” kialakított fejjel illesztettek össze. A szobor alkotójának neve nem ismert, ma a római Palazzo dei Conservatori őrzi.